# Бленвил на Мору
Бленвил на Мору (фр. Blainville-sur-Mer) насеље је и општина у северној Француској у региону Доња Нормандија, у департману Манш која припада префектури Кутанс.
По подацима из 2011. године у општини је живело 1.569 становника, а густина насељености је износила 135,26 становника/km². Општина се простире на површини од 11,6 km². Налази се на средњој надморској висини од 11 метар (максималној 67 m, а минималној 1 m).

## Демографија
| 1962. | 1968. | 1975. | 1982. | 1990. | 1999. | 2011. |
| ----- | ----- | ----- | ----- | ----- | ----- | ----- |
| 968   | 974   | 953   | 1.016 | 1.113 | 1.319 | 1.569 |

График промене броја становника у току последњих година